# Hypocysta waigeuensis
Hypocysta waigeuensis är en fjärilsart som beskrevs av James John Joicey och Talbot 1917. Hypocysta waigeuensis ingår i släktet Hypocysta och familjen praktfjärilar. Inga underarter finns listade i Catalogue of Life.